# Parker Posey
Parker Christian Posey (Baltimore, Maryland, 8 de noviembre de 1968), conocida como Parker Posey, es una actriz de cine estadounidense. Se hizo conocida durante los años 1990 por varios papeles en películas independientes, por lo que a menudo se ha hecho referencia a ella como "la reina de los indies".

## Biografía

### Primeros años
Nació en Baltimore, Maryland, hija de Lynda Patton, una chef, y Chris Posey, dueño de un concesionario de automóviles Chevrolet. Tiene un hermano mellizo, Christopher, quien trabaja como abogado en Atlanta. Su primer nombre (la mayoría de las personas lo tienen como apellido), válido para hombres y mujeres, fue un homenaje de su padre a la supermodelo de los años 1950, Suzy Parker. Después de su nacimiento, la familia se mudó a Laurel, Misisipi, donde su madre trabajó como chef e instructora culinaria para la corporación Viking Range en Greenwood, y su padre se encargó de una concesionaria en Laurel, Posey Chevrolet. La familia también vivió en Monroe, Luisiana. Posey recibió una educación católica.
Estudió en la Universidad de Nueva York donde compartió habitación con la también actriz Sherry Stringfield. Sus primeros trabajos fueron en diferentes series de televisión.

### Carrera

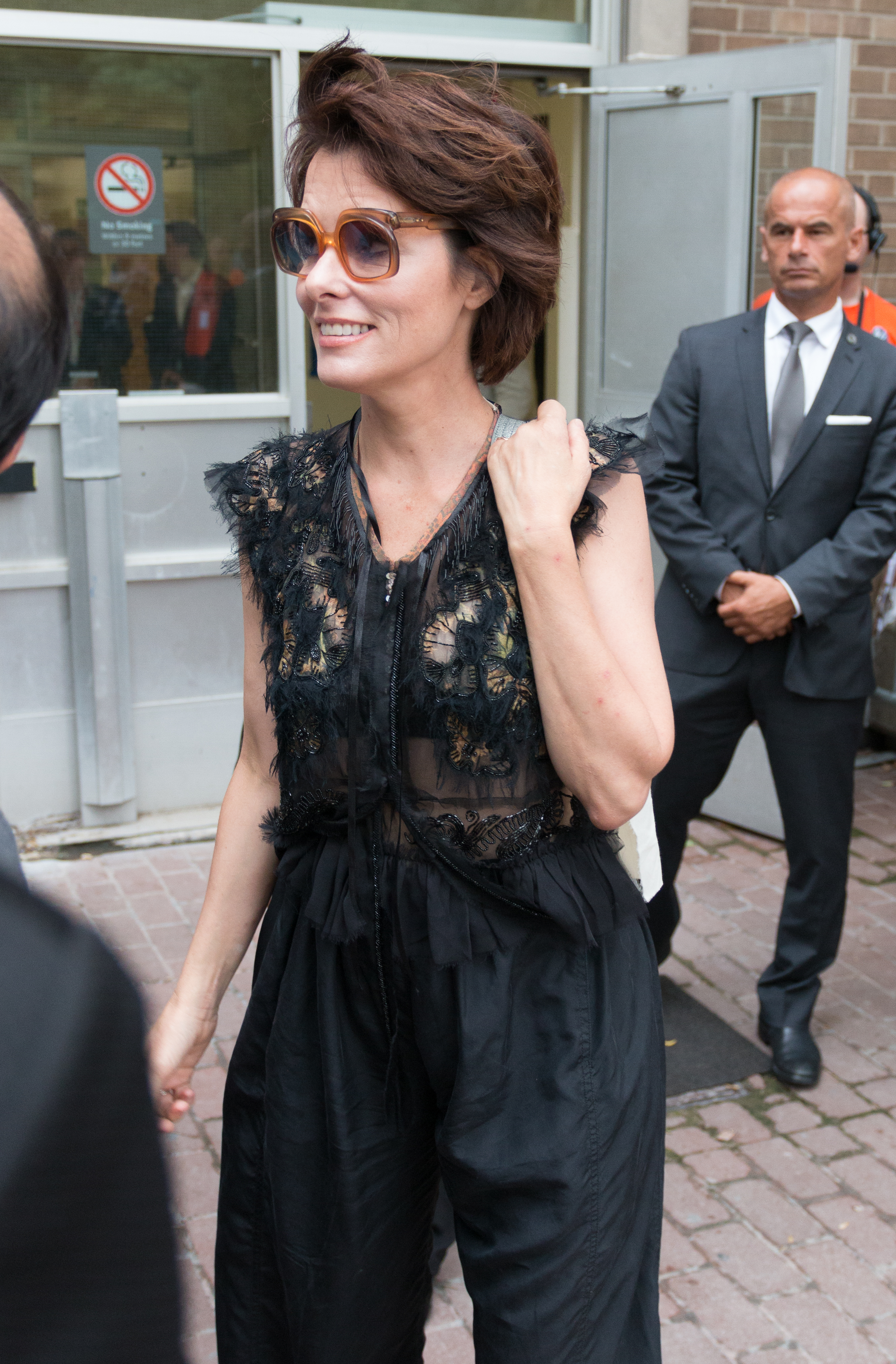
Posey saliendo del estreno de la película Mascots en el Festival Internacional de Cine de Toronto en 2016.

La primera vez que tuvo un trabajo en un largometraje de cine fue en Dazed and Confused (1993), de Richard Linklater. Ese mismo año, estuvo por primera vez a las órdenes del director Hal Hartley en Flirt (1995). A partir de ese momento, se convirtió en una de las actrices fetiche de este cineasta. Tras trabajar con él en algún cortometraje, volvió a interpretar un papel protagonista en Amateur (1994), también de Hartley, en la que compartía protagonismo con la actriz francesa Isabelle Huppert. 
Un año más tarde, el tándem repetiría trabajo en Flirt, la cinta sobre la pasión humana que el director repartiría en tres ciudades distintas del mundo (Nueva York, Berlín y Tokio). Ese mismo año, daría vida a un pequeño papel en Maldita generación (1995), obra del director Gregg Araki. El pintor Julian Schnabel le reservó un papel para su ópera prima como director, Basquiat (1996). Otra cinta en la que participó fue SubUrbia (1996), en la que se puso de nuevo bajo las órdenes de Richard Linklater.
Uno de los papeles en los que más ha destacado fue en The House of Yes (1997), de Mark Waters, en la que daba vida a una chica perturbada, obsesionada con Jackie Kennedy y enamorada de su propio hermano. En Esperando la hora (1997), de Jill Sprecher, era una de las secretarias que viven pendiente de que llegue la hora de terminar la jornada laboral. Junto a ella en el reparto se encontraban Toni Collette y Lisa Kudrow. 
Vuelve a ponerse en las manos de Hartley en Henry Fool (1997) dando vida a Fay Grim, un personaje que retomaría diez años más tarde para el mismo director. 
En el año 2000 se incorpora al reparto de la exitosa saga de Wes Craven, en Scream 3, una serie conocida por el homenaje constante que hace a las películas de terror de la década de los '80. Ese mismo año actúa en la película coral de Christopher Guest, Best in Show. 
También, trabajo en Josie and the Pussycats (2001), una película de Harry Elfont y Deborah Kaplan, donde interpreta a Fiona, la directora de una discográfica. Tuvo un pequeño papel en La cosa más dulce (2002), una película de Roger Kumble que tenía como protagonista a Cameron Diaz. Participó también en una comedia protagonizada por Pierce Brosnan y Julianne Moore, Hasta que el divorcio nos separe (2004), de Meter Howitt. 

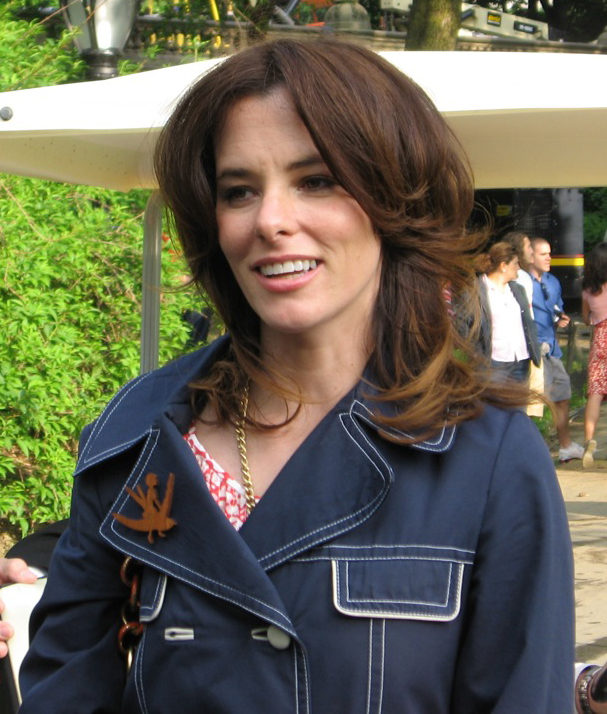
Posey en 2007.

Combinando su tendencia a protagonizar títulos independientes, Posey también ha participado en productos meramente comerciales como Blade: Trinity (2004), de David S. Goyer, o Superman Returns (2006), de Bryan Singer.
De vuelta a las órdenes de Hartley, protagoniza en 2006 Fay Grim, donde retoma el papel interpretado diez años antes en Henry Fool. Entre sus últimos trabajos se encuentra su papel protagónico en Broken English (2007), de Zoe R. Cassavetes, hija del famoso actor y director John y de la actriz Gena Rowlands. 
Entre los trabajos de doblaje que ha hecho para proyectos de animación se encuentran su participación en series como Futurama y Los Simpson. 
Por su participación en tantos títulos de cine independiente de relevancia, la revista Time la bautizó como "reina de los indies". Otro apelativo por el que se la conoce es el de Missy. Aunque ha estado nominada en diversas ocasiones a diferentes premios en distintas convocatorias, especialmente por sus trabajos para televisión, el único premio recibido ha sido un reconocimiento especial por su protagonismo en The House of Yes.  También se la tuvo en cuenta para el papel de Kimmy en La boda de mi mejor amigo (1997), de P.J. Hogan.

## Vida privada y otros trabajos
Aparte de sus trabajos en cine, Posey también trabaja regularmente en diferentes proyectos teatrales. También tiene la facultad de tocar la mandolina (como hizo en algún tema de The Dandy Warhols) y la de cantar. Uno de sus hobbies es la cerámica. También actúa como editora para la revista literaria Open City. Entre sus relaciones emocionales se le conoce una larga con el cantante y compositor Ryan Adams. Entre sus grupos favoritos se encuentran Belle & Sebastian y Sigur Rós.
Ha comentado que "la gente piensa que como se me conoce como la Reina de los Indies solo tengo que esperar sentada a elegir la película que me apetezca hacer. Lo cierto es que ha habido un montón de trabajos que he querido hacer y que no me han incluido en su reparto".
Interpreta a June Harris, alias "Dr. Smith" en la serie de Netflix "perdidos en el espacio".
Posey vive en East Village, Nueva York, junto a su perra Gracie. Su vecina es Molly Ringwald.

## Filmografía
- The Parenting (2025)[5]
- Thelma (2024)
- Mascots (2023)[6]
- Beau tiene miedo (2023)[7]
- Tales of the Walking Dead (2021)
- High Fidelity (2019)
- Lost in Space (2018)[8]
- Irrational Man (2015)
- The Architect (2016)
- Louie (2012, serie de televisión)
- and now a word from our sponsor (2012)
- Price Check (2012)
- Hemmingway y Gellhorne (telefilm de HBO, 2012)
- Inside Out (2011)
- The Town (2011)
- Bored to Death (2009)
- Happy Tears (2009)
- Gossip Girl (2009-2012)
- Spring Breakdown (2009)
- The Return of Jezebel James (2008)
- The Eye (2008)
- Broken English (2007)
- Superman Returns  (2006)
- Adam y Steve (2005)
- The Oh in Ohio (2006)
- Blade: Trinity (2004)
- Laws of Attraction (2004)
- Frankenstein (2004)
- Personal Velocity: Three Portraits (2002)
- The Sweetest Thing (2002)
- Josie and the Pussycats (2001)
- Scream 3 (2000)
- Gunshy (cortometraje) (1999)
- The Venice Project (1999)
- Casi todas las mujeres son iguales (1999)
- You've Got Mail (1998)
- Donde las dan, las toman (1998)
- Dinner at Fred’s (1997)
- Henry fool (1997)
- Esperando la hora (1997)
- Suburbia, de Richard Linklater (1996)
- Almas gemelas (1996)
- El experto (1996)
- Maldita generación (1995)
- Party Girl (1995)
- Kicking and Screaming (1995)
- Amateur (1994)
- Movida del 76 (1993)